# کابوت ۷۳۱۷
سیارک ۷۳۱۷ (به انگلیسی: 7317 Cabot، نامگذاری:1940ED) هفت هزار و سیصد و هفدهمین سیارک کشف شده‌است که در ۱۲ مارس ۱۹۴۰ کشف شد.
قدر مطلق سیارک برابر ۱۴٫۱۰ است.